# Arsenic tribromide
Arsenic tribromide là một hợp chất vô cơ có công thức hóa học AsBr3. Phân tử hình kim tự tháp này là arsenic bromide nhị phân duy nhất được biết đến. AsBr3 đáng chú ý là chỉ số chiết suất rất cao khoảng 2,3. Nó cũng có tính cảm từ trường rất cao. Hợp chất này tồn tại dưới dạng các tinh thể lỏng không màu mà hút trong không khí ẩm ướt.

## Điều chế
Arsenic tribromide có thể được điều chế bằng sự phản ứng trực tiếp của brom và bột arsenic. Ngoài ra, diarsenic trioxide có thể được sử dụng để điều chế trong sự có mặt của nguyên tố lưu huỳnh:
2As2O3 + 3S + 6Br2 → 4AsBr3 + 3SO2↑

## Bromide của arsenic
AsBr5 không được biết, mặc dù PBr5 là hợp chất tương ứng đặc trưng được biết đến. AsBr3 là nguyên liệu của một loạt các anion bromoarsenat phổ biến bao gồm [As
2Br
8]2−
, [As
2Br
9]3−
, và [As
3Br
12]3−
.
Arsenic tribromide hữu cơ, (CH3)2AsBr và CH3AsBr2 được hình thành với hiệu suất cao bởi phản ứng của metyl bromide với arsenic nóng (xúc tác đồng). Sự tổng hợp này tương tự như quá trình trực tiếp được sử dụng để tổng hợp metyl chlorrosilan.

## An toàn
Arsenic tribromide là độc tố, cũng như hầu hết các hợp chất arsenic khác.